# Lisa Ullrich
Elisabeth „Lisa“ Ullrich, später Elisabeth Dreßler, (* 12. August 1900 in Odessa; † 5. Juni 1986 in Ost-Berlin) war eine deutsche Politikerin (KPD).

## Leben
Lisa Ullrich wurde 1900 in Odessa als Kind deutscher Eltern geboren. Nach der Rückkehr ihrer Eltern nach Deutschland, wo der Vater als Schriftsetzer arbeitete, besuchte sie die Volksschule. Danach absolvierte Ullrich eine Lehre zur Schneiderin und war in den folgenden Jahren als Industriearbeiterin (Bekleidungs-, Elektro- und Nahrungsmittelindustrie) und Schneiderin tätig. Ab 1918 engagierte sie sich nach Angaben des Handbuchs der Reichstagsabgeordneten für die „revolutionäre Bewegung“ in Deutschland. Ende 1920 trat sie in die Kommunistische Partei Deutschlands (KPD) ein, in der sie in den 1920er Jahren diverse Funktionärsposten bekleidete. So war sie unter anderem in der Frauenabteilung des Zentralkomitees tätig. Ullrichs erste Ehe, die 1924 geschlossen wurde, wurde bereits 1925 wieder geschieden.
Im Juli 1932 wurde Ullrich als Kandidatin ihrer Partei für den Wahlkreis 20 (Köln-Aachen) in den Reichstag gewählt, dem sie bis zum März 1933 angehörte.
Nach der nationalsozialistischen „Machtergreifung“ im Frühjahr 1933 betätigte Ullrich sich in der illegalen kommunistischen Untergrundbewegung. Sie nahm am 7. Februar 1933 an der illegalen Tagung des Zentralkomitees der KPD im Sporthaus Ziegenhals bei Berlin teil. 1934 wurde sie verhaftet und am 20. Januar 1935 zu einer dreijährigen Zuchthausstrafe verurteilt. Nach einem relativ kurzen Aufenthalt im Frauenzuchthaus Jauer wurde sie spätestens 1936 ins KZ Moringen überführt, aus dem sie 1938 ins KZ Lichtenburg verlegt wurde. Später wurde Ullrich im KZ Ravensbrück gefangengehalten. Dort wurde sie durch die Vorenthaltung von Medikamenten zur Behandlung ihrer gesundheitlichen Probleme traktiert und 1944 von ihren Mithäftlingen zur Blockältesten gewählt. Sie wurde von der heranrückenden Roten Armee am 30. April 1945 im Lager befreit. 

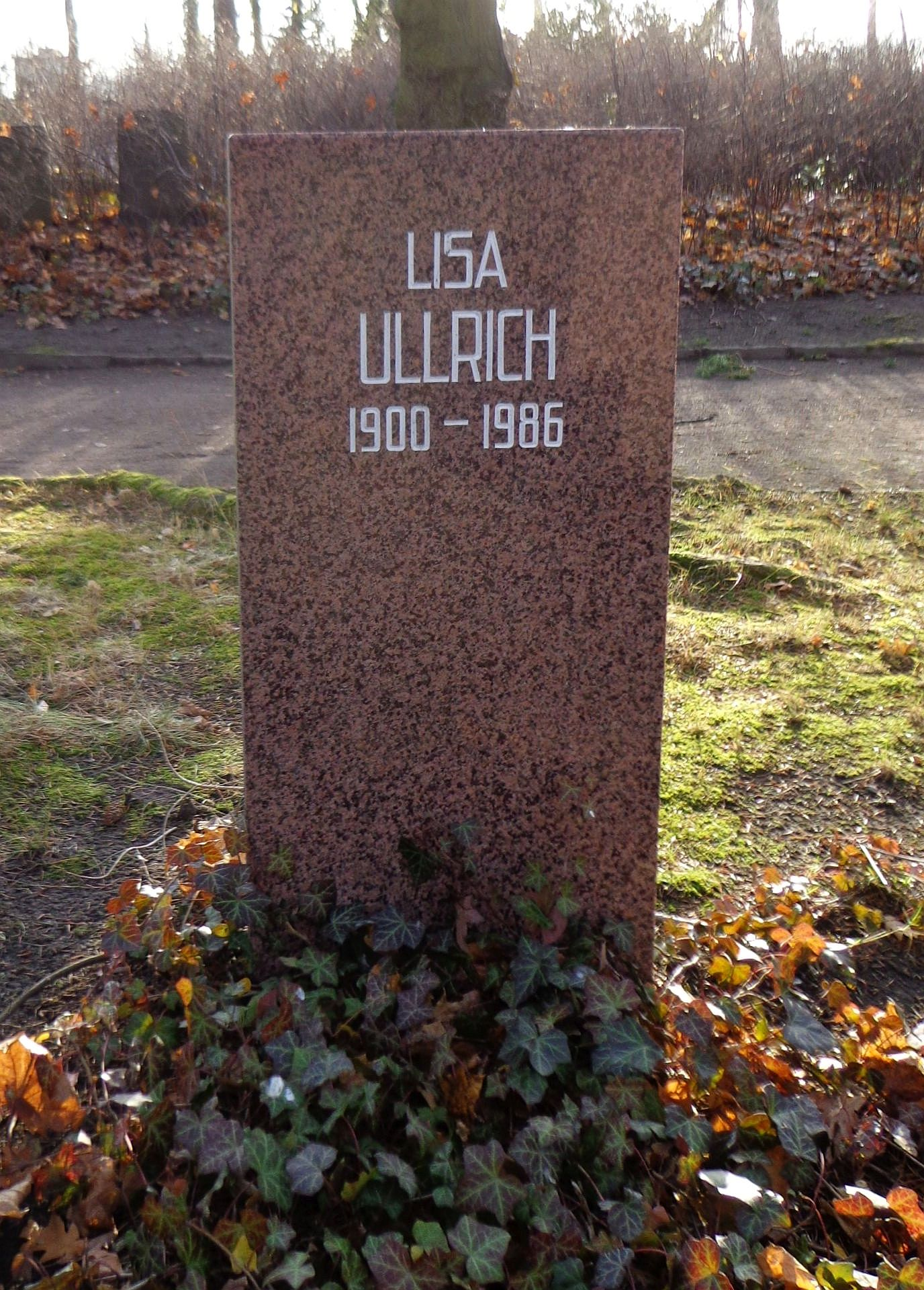
Grabstätte

1945 schloss Ullrich sich erneut der KPD beziehungsweise der Sozialistischen Einheitspartei Deutschlands (SED) an. 1948 absolvierte sie einen halbjährigen Kurs an der Parteihochschule Karl Marx, um in der Folge bis 1964 im Ministerium für Land- und Forstwirtschaft zu arbeiten.
Sie wurde am 6. Mai 1955 mit dem Vaterländischen Verdienstorden in Silber und 1980 mit der Ehrenspange zum Vaterländischen Verdienstorden in Gold ausgezeichnet. Ihre  Urne wurde in der Grabanlage Pergolenweg des Berliner Zentralfriedhofs Friedrichsfelde beigesetzt.